# Roberto Dueñas
Roberto Dueñas Hernández (Madrid, 1º novembre 1975) è un ex cestista spagnolo.

## Carriera
Con i suoi 2,21 m di altezza (dovuti però a un problema di gigantismo) ed i suoi 141 chili di peso, è un centro di enorme stazza che garantisce i rimbalzi sotto canestro. Nel gioco difetta di lentezza nei movimenti ed eccessiva fallosità.
Dal 1994 al 2005, salvo una parentesi, ha militato con il Barcellona conquistando una Eurolega, una Coppa Korać, sei titoli della Liga ACB, due Coppe del Re ed una Supercoppa Spagnola.
Con la Nazionale spagnola di pallacanestro ha vinto la medaglia d'argento all'Europeo 1999.

## Palmarès

### Squadra
- Campionato spagnolo: 6

FC Barcelona: 1995-96, 1996-97, 1998-99, 2000-01, 2002-03, 2003-04
- Copa del Rey: 2

FC Barcelona: 2001, 2003
- Liga catalana: 3

Barcellona: 2000, 2001, 2004
- Supercoppa spagnola: 1

FC Barcelona: 2004
- Eurolega: 1

FC Barcelona: 2002-03
- Coppa Korać: 1

FC Barcelona: 1998-99

### Individuale
- MVP delle finali ACB: 1997.
- Convocazioni per l'All-Star Game ACB: Cáceres 1996, Murcia 1998 e Manresa 1999.